# Massage kích dục
Massage kích dục là dịch vụ massage thân thể bao gồm massage bộ phận sinh dục để đạt kích thích tình dục và cực khoái. Đây là hoạt động kinh doanh đã có từ lâu đời, nhân viên massage bao gồm cả nam và nữ nhưng phần lớn nhân viên là nữ. Hoạt động này là hoạt động bất hợp pháp ở nhiều quốc gia.

## Nhân viên
Các cô gái làm dịch vụ massage được chủ cơ sở cho học kỹ năng xoa bóp, hoặc tuyển dụng người có kinh nghiệm sẵn. Các cô gái này được gọi là "kỹ thuật viên". "Kỹ thuật viên" thường có chứng chỉ massage được đào tạo và các loại giấy tờ khác, hoặc chỉ cần bỏ ra một số tiền là các cô gái sẽ có bộ hồ sơ đầy đủ để làm việc, từ chứng chỉ nghề tới sổ khám sức khỏe với đầy đủ các xét nghiệm máu, HIV và tình trạng sức khỏe bình thường. Dù có thể họ chưa qua khóa đào tạo hay kiểm tra sức khỏe nào cả. Các cô gái massage được huấn luyện kĩ thuật tình dục cùng với kĩ thuật xoa bóp. Trang phục của nhân viên thường là trang phục dễ cởi. Nhân viên làm việc không có lương mà sống bằng tiền tip. Họ có thể phải nộp một phần tiền tip cho cơ sở kinh doanh tùy theo quy định mỗi nơi. Một số nơi nhân viên hưởng 90% tiền tip.
Hầu hết cơ sở kinh doanh không cho chọn lựa nhưng có thể đổi nhân viên nếu khách không ứng ý ngoại hình. Tại cơ sở hạng sang khách có thể chọn lựa nhân viên thoải mái. Ngoài ra khách có thể gọi nhân viên yêu thích bằng tên hoặc số. Dịch vụ cũng có thể được đặt lịch trước qua điện thoại và khách hàng chỉ cần chọn mã số nhân viên. Nhân viên thường được trao đổi giữa các cơ sở để tạo cảm giác luôn có người mới, và họ làm việc theo vòng tua và tính lượt.

## Dịch vụ
Trong ngành massage không có phân loại chính thức dịch vụ này nhưng hầu hết có thể xem xét dựa vào tình trạng cơ sở vật chất và nhân viên. Các phân loại theo báo chí là VIP và bình dân. Hoặc có thể chia theo lớp hạng sang - tầm trung - thấp. Điểm hạng sang thường có tình trạng vật chất tốt nhất và do đó giá dịch vụ sẽ cao, bao gồm giá vé và tiền tip. Hầu hết nhân viên ở đây đều có độ tuổi trẻ và nhan sắc tốt nhất. Tiền tip có thể từ 1 triệu VND. Các điểm massage tầm trung là nơi phù hợp với tình trạng tài chính nhiều khách hàng hơn, họ thường phải chi trả trung bình giá vé khoảng 300.000 VND và tiền tip 500.000 VND. Chúng được in và dán sẵn tại quầy lễ tân. Các điểm massage kém nhất thường là cơ sở vật chất tồi tàn, nhân viên lớn tuổi và kém nhan sắc. Những cơ sở này vẫn có thể tồn tại vì phù hợp khách có thu nhập thấp, giá vé từ 100.000 VND. Rất ít cơ sở còn tính giá vé bằng tiền tip, chi phí thường được dán niêm yết. Trước khi nhận phòng, nhân viên lễ tân có thể tư vấn các gói dịch vụ khác nhau với giá tiền khác nhau cho khách chọn lựa. Trong đó, giá cao nhất là các gói được gọi là gói VIP, vé có thể trên 1 triệu VND. Tiền tip có thể đưa luôn lúc thanh toán tiền vé hoặc đưa cho "kỹ thuật viên". Toàn bộ thời gian phục vụ sẽ khác nhau theo các gói dịch vụ, từ 70 đến 120 phút.
Trước dịch vụ massage là dịch vụ xông hơi và tắm. Xông hơi có hai loại là xông khô và xông ướt. Các điểm kinh doanh có cơ sở vật chất kém thường chỉ có một phòng xông hơi chung, nhà tắm chỉ là phòng tắm đơn giản. Các điểm kinh doanh tầm trung đến hạng sang có cơ sở vật chất mới và rộng rãi, mỗi phòng dịch vụ riêng đều có phòng xông hơi riêng và bồn tắm lớn. Phòng xông hơi riêng giúp khách thoải mái và bồn tắm dùng cho dịch vụ đi kèm là để nhân viên phục vụ "tắm với khách", trong đó nhân viên khỏa thân "trườn" trên thân thể khách. Nguyên liệu thường dùng tại các phòng xông hơi là sả, nhiều cơ sở massage hạng sang cho khách tắm trong bồn bằng thảo dược, rượu vang, sữa tươi.
Dịch vụ massage bắt đầu khi nhân viên vào phòng, thời gian tính giờ bắt đầu, có thể do nhân viên ghi và móc giấy ghi ngoài cửa. Tại một số cơ sở nhân viên treo thẻ có số của mình lên. Cửa được khóa lại và dịch vụ massage bắt đầu. Thông thường nhân viên sẽ đợi khách ngay tại phòng khi khách xông hơi, hoặc chờ khi khách bước ra khỏi phòng xông hơi thì mới bước vào phòng lớn. Sau khi tắm cho khách hoặc hình thức tắm chung thì khách sẽ được yêu cầu bước ra lau khô và nằm lên chiếc giường. Nhân viên sẽ xoa bóp bình thường trong khoảng thời gian 10-15 phút hoặc lâu hơn tùy theo yêu cầu của khách. Sau đó, khi khách gợi ý hoặc do nhân viên gợi ý thì sẽ tiến hành kích dục hoặc quan hệ tình dục. Từ lóng được dùng gợi ý là "thư giãn", quảng cáo hay tin nhắn gọi là CIA. Trong một số trường hợp, công an kiểm tra không báo trước để bắt quả tang. Việc quan hệ tình dục cũng có thể theo thỏa thuận và thực hiện bên ngoài cơ sở massage.
Các cơ sở có thể có phòng riêng cho khách nằm chờ hoặc nằm nghỉ. Dịch vụ ăn kèm phổ biến là mì trứng, cùng các loại thức uống, phổ biến là trà gừng. Mỗi phòng dịch vụ cũng có tủ giữ đồ với chìa khóa riêng, có máy quạt hoặc máy lạnh để sử dụng. Cơ sở dịch vụ cũng có hệ thống báo động nếu công an đến kiểm tra.

### Các gói dịch vụ
Các gói theo loại hình:
- Đá nóng[7][5]
- Body Thái[7][22]
- Nuru Nhật[7]
- Yoni
- Hong Kong[23]

Các gói theo mức độ:
- Thông thường
- VIP
- Super VIP

### Massage Vua
Massage Vua hay massage đế vương, là dịch vụ đặc biệt nhất trong các gói massage, giá vé và yêu cầu tiền tip rất cao, 5 triệu tiền vé và 5 triệu tiền tip cho 5 nhân viên; có nơi lên tới 13 triệu VND trọn gói. Dịch vụ này phục vụ khách bằng nhiều hơn hai nhân viên, khách có thể gọi nhiều nhân viên phục vụ mình hơn. Thời gian phục vụ sẽ kéo dài hơn, có thể là 3 giờ, kèm với thức ăn và nước uống.

### Dịch vụ khác
Một số ít cơ sở massage đến nay vẫn còn gói dịch vụ massage thuần túy sức khỏe hay còn gọi là massage lành mạnh. Ngoài ra còn có giác hơi.

## Quảng cáo
Thông qua TikTok và YouTube, và các mạng xã hội như Facebook, Telegram, Zalo, dịch vụ massage được quảng cáo không cần che đậy. Các tiếp viên giới thiệu về các gói dịch vụ, giá vé, số tiền tip và loại hình dịch vụ cụ thể đi kèm. Đồng thời, công khai tuyển nhân viên làm việc. Một số quảng cáo còn cho xem mặt và cho biết mã số nhân viên. Các nam nữ nhân viên thường phát tờ rơi, danh thiếp quảng cáo để chào mời khách tại các quán nhậu. Khách hàng mục tiêu là những người nhậu say. Quảng cáo cũng khuyến mãi giảm giá vào "giờ vàng" hoặc đi theo nhóm, có thể lên đến 30%.

## Đánh giá
Khách hàng yêu thích massage thường tham gia các diễn đàn của cộng đồng massage để tìm kiếm thông tin về địa điểm massage có dịch vụ tốt. Có rất nhiều forum và các dạng mạng xã hội chia sẻ khác về điều này. Nhiều cơ sở kinh doanh thường có dịch vụ bị xem là không tốt, liên quan thái độ phục vụ, giá cả. Nhân viên có thể có cách phục vụ không hài lòng khách, hoặc vòi xin thêm tiền, hoặc họ từ chối nhiều kiểu phục vụ mà khách đòi hỏi; tiền vé hoặc tip có thể cao so với khả năng chỉ trả của nhiều người. Do đó, khách hàng thường tìm thông tin trên các diễn đàn để biết cơ sở nào nhân viên xinh đẹp, dễ tính kèm thông tin về tên hoặc mã số nhân viên, về giá tiền phải chi trả.
Một số khách hàng của dịch vụ này thường hay đăng bài đánh giá của họ, được gọi là review. Khi họ không hài lòng các cơ sở nào sẽ gọi đó là "sụp hầm". Một số người tìm kiếm thông tin về các địa điểm họ muốn đến để tránh bị mất tiền mà không hài lòng, họ thường tìm kiếm thông tin review. Họ cũng yêu cầu xem có ai đến trước để review cho họ bằng lời mời giễu cợt "làm chuột bạch".

## Pháp luật
Massage kích dục là bất hợp pháp tại nhiều quốc gia. Tại Việt Nam, loại hình dịch vụ này thường trong vỏ bọc "cơ sở massage" đơn thuần và không bị cấm đoán. Tuy vậy, công an thường kiểm tra đột xuất để bắt quả tang các hành vi kích dục hoặc quan hệ tình dục.
Theo luật, Điều 25 Nghị định 167/2013/NĐ-CP của Chính phủ Việt Nam có quy định xử lý vi phạm đối với hành vi sử dụng việc mua dâm, bán dâm và các hoạt động tình dục khác làm phương thức kinh doanh. Tuy nhiên, luật lại không cụ thể. Xử phạt nặng nhất là xử phạt hành chính, chi tiết là "sử dụng hoạt động tình dục khác trong kinh doanh", tước giấy phép chủ cơ sở kinh doanh dịch vụ massage.
Hoạt động quảng cáo bao gồm livestream căn cứ theo Bộ luật Hình sự và Luật Quảng cáo được xác định tội truyền bá văn hóa phẩm đồi trụy, quảng cáo trái với thuần phong mỹ tục Việt Nam.
Năm 2016, Chi cục Phòng chống tệ nạn xã hội TP.HCM đã kiểm tra 136 cơ sở massage trên địa bàn thành phố, 80% có hành vi kích dục bị bắt quả tang. Nhiều cơ sở bị phạt tới 70 triệu VND, bị tước giấy phép kinh doanh và bắt giải thể. Nhưng sau đó chủ cũ đăng ký kinh doanh lại với một tên mới và tiếp tục hoạt động.